# Ossian Queckfeldt
Ulrik Wilhelm Ossian Queckfeldt, född den 21 maj 1855 i Jönköping, död den 30 oktober 1937 i Stockholm, var en svensk jurist. 
Queckfeldt avlade mogenhetsexamen i Jönköping 1874 och blev samma år student vid Lunds universitet,  där han avlade hovrättsexamen 1878. Han blev vice häradshövding 1882 och häradshövding i Livgedingets domsaga 1895. I detta ämbete kvarstod Queckfeldt till 1925. Han blev riddare av Nordstjärneorden 1905.